# Skała Podolska (gmina)
Gmina Skała Podolska – dawna gmina wiejska funkcjonująca w latach 1941–1944 pod okupacją niemiecką w Polsce. Siedzibą gminy była pozbawiona praw miejskich Skała Podolska.
Gmina Skała Podolska została utworzona przez władze hitlerowskie z terenów okupowanych przez ZSRR w latach 1939–1941, zniesionej gminy Gusztyn (Burdiakowce, Cygany, Dębówka, Gusztyn, Łosiacz i Zbrzyż) oraz pozbawionej praw miejskich Skały Podolskiej (gminy miejskiej), należących przed wojną do powiatu borszczowskiego w woj. tarnopolskim. Gmina weszła w skład powiatu czortkowskiego (Kreishauptmannschaft Czortków), należącego do dystryktu Galicja w Generalnym Gubernatorstwie. W skład gminy wchodziły miejscowości: Burdiakowce, Cygany, Dębówka, Gusztyn, Łosiacz, Skała Podolska i Zbrzyż.
Po wojnie obszar gminy wszedł w struktury administracyjne ZSRR.